# Dorothea van der Koelen
Dorothea van der Koelen (* 6. April 1960 in Darmstadt) ist eine deutsche Galeristin, Kunsthistorikerin, Kuratorin und Verlegerin.

## Leben
Dorothea van der Koelen ist die Tochter eines Architekten und der Künstlerin Lore Bert. Sie wuchs in Mainz auf, wo sie 1979 am humanistischen Rabanus-Maurus-Gymnasium das Abitur ablegte und im Anschluss daran eine eigene Galerie für zeitgenössische Kunst eröffnete. 1989 eröffnete sie ihre zweite Galerie in Mainz. Parallel studierte sie ab 1980 Kunstgeschichte, Philosophie, Buchwissenschaft, Logik und Romanistik an der Johannes Gutenberg-Universität Mainz. 1993 wurde sie mit ihrer Dissertation „Das Werk Heinz Gappmayrs. Darstellung und Analyse“ promoviert. Im Jahr 2001 eröffnete sie mit La Galleria in Venedig eine Filiale ihrer Mainzer Galerie.
Als Galeristin und Kuratorin gestaltete und betreute sie weltweit annähernd 600 Ausstellungen (in Europa, Kanada, USA, Australien, den Vereinigten Arabischen Emiraten, China, Japan, Nepal, Korea, Ägypten und Mexiko) wie u. a. die Ausstellung „Wasser - Sand - Weite“ im Sharjah Art Museum in den Vereinigten Arabischen Emiraten (2002) oder in Zusammenarbeit mit ihrer Mutter Lore Bert die Ausstellung „Art & Knowledge“ als offizielle Begleitveranstaltung der 55. Internationalen Kunst-Biennale von Venedig (2013). Außerdem realisiert sie seit Jahrzehnten zahlreiche Kunst-am-Bau-Projekte in Zusammenarbeit mit Künstlern, Architekten und Unternehmern.
1995 gründete sie zusammen mit ihrem Bruder Martin van der Koelen den Chorus Verlag für Kunst und Wissenschaft. 2003 gründete sie die Van der Koelen Stiftung für Kunst und Wissenschaft, die mit ihren Vortragsreihen, Ausstellungen und der Vergabe von Stipendien der Nachwuchsförderung sowie dem Dialog der Kulturen gewidmet ist. Die Stiftungsbibliothek mit dem Schwerpunkt Kunst nach 1945 umfasst mittlerweile über 35.000 Bände und ist über einen Onlinekatalog einsehbar. 2009 folgte die Gründung der Dr. van der Koelen Consulting, die Museen und Firmen bei Ausstellungsprojekten, Aufbau von Kunstsammlungen, Sammlungskonzepten und Marketing berät. 2014 eröffnete sie das Zentrum für Kunst und Wissenschaft CADORO in Mainz-Hechtsheim.
Als Jurorin und Evaluatorin beteiligt sich van der Koelen an zahlreichen Gremien für Stipendien, Wettbewerbe und Kunstpreise. Sie ist Mitglied im Bundesverband Deutscher Galerien und Kunsthändler und im Beirat der Art Karlsruhe (2006) und veröffentlichte zahlreiche Aufsätze über zeitgenössische Kunst im Rahmen von Museums-Vorträgen sowie Zeitschriften und Büchern.
Für ihr lebenslanges Wirken für die Kunst wurde van der Koelen 2015 die Max-Slevogt-Medaille des Landes Rheinland-Pfalz verliehen. 2017 wurde sie zudem in das Kuratorium der Kulturstiftung Rheinland-Pfalz berufen. 2019 wurde sie mit der Gutenberg-Statuette der Stadt Mainz für ihr Engagement geehrt und in den Kunstbeirat der Stadt Mainz berufen.

## Künstler der Galerie (Auswahl)
Lore Bert, Daniel Buren, Eduardo Chillida, Sebastian Dannenberg, Heinz Gappmayr, Raimund Girke, Hans Jörg Glattfelder Gottfried Honegger, Mohammed Kazem, Joseph Kosuth, Carolin Liebl & Nikolas Schmid-Pfähler, François Morellet, Jan van Munster, Fabrizio Plessi, Arne Quinze, David Rabinowitch, Mario Reis, Vera Röhm, Günther Uecker, Bernar Venet, Michel Verjux, Lawrence Weiner, Martin Willing, Guang Yao Wu

## Veröffentlichungen (Auswahl)
- Das Werk Heinz Gappmayrs. Darstellung und Analyse. Zugl. Dissertation, Lit-Verlag, Münster 1994, ISBN 3-8258-2042-4.
- mit Heinrich Klotz: Fabrizio Plessi. Opus Video Sculpture, Chorus Verlag, Mainz 1998, ISBN 3-931876-19-5.
- Heinz Gappmayr. Wort – Zahl – Zeichen. Monographischer Beitrag für »Künstler«, Kritisches Lexikon der Gegenwartskunst, Weltkunst und Bruckmann-Verlag, München 1999
- Lore Bert. Hauptwerke 1983–2003. Chorus Verlag, Mainz 2003, ISBN 3-931876-50-0.
- als Hrsg.: Günther Uecker: Opus Liber. Verzeichnis der bibliophilen Bücher und Werke 1960–2005. Chorus Verlag, Mainz 2007, ISBN 978-3-931876-66-1.

- als Hrsg.: Lore Bert. Art & Knowledge – Biennale 2013. Chorus Verlag, Mainz 2013, ISBN 978-3-931876-87-6.
- als Hrsg.: Vera Röhm. Opus Ergänzungen. Werkverzeichnis – Catalogue raisonné 1975–2013. Chorus Verlag, Mainz 2017, ISBN 978-3-931876-99-9.
- als Hrsg.: Lore Bert. Spaziergang durch ein Leben, Chronik der künstlerischen Laufbahn Lore Berts mit autobiographischem Text, Chorus Verlag, Mainz 2021, ISBN 978-3-946831-10-5.

## Dokumentationen
- Filmporträt von Horst Schäfer: Die Energiebündlerin, in der Reihe „Menschen und Märkte. Macher“, SWF 3, 1995
- Filmdokumentation von Bettina Gräfin von Pfeil: Wasser – Sand – Weite. Ein Ausstellungsprojekt in Sharjah/VAE, 3sat, 2002
- Filmportrait von Alexander Wasner: Dorothea van der Koelen – 40 Jahre Galerie, SWR-Fernsehen, 2019

## Auszeichnungen
- 2015: Max-Slevogt-Medaille[7]
- 2019: Gutenberg-Statuette der Stadt Mainz.[8]